# حديقة العشب الشمالية للبيت الأبيض

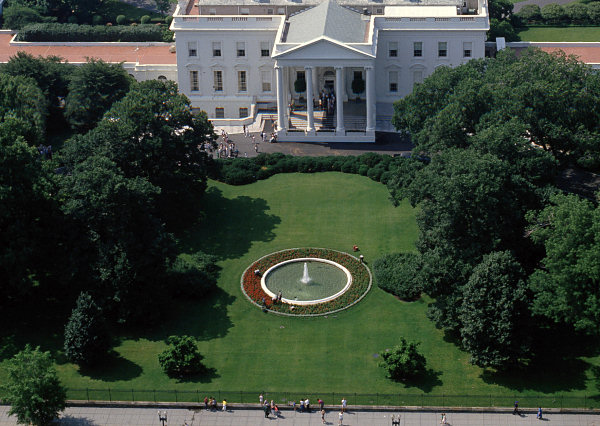
البيت الأبيض

حديقة العشب الشمالية للبيت الأبيض (The North Lawn) ، انها حديقة عشب في البيت الأبيض بواشنطن عاصمة الولايات المتحدة. الحديقة تحد البيت الأبيض الذي يقع من جنوبها، وجادة ولاية بنسلفانيا في شمالها.

## وصف حديقة العشب
يؤدي المسار الذي على شكل نصف دائرة من البوابة الشمالية الغربية نحو الشرفة الشمالية للبيت الأبيض، ومن هناك يعود المسار في اتجاه شارع بنسلفانيا إلى البوابة الشمالية الشرقية.
في وسط العشب يوجد بركة دائرية وفيها نافورة.

## الاستعمالات
رؤساء الدول الأجنبية الذين يزورون رئيس الولايات المتحدة يدخلون عبر المسلك (المسار) إلى الشرفة الشمالية، هناك يستقبلونهم بشكل رسمي .
قبل حفل أداء القسم الدستوري للرئيس تقام منصة مشاهدة بطرف حديقة العشب وتستخدم كمكان جلوس الرئيس عند مشاهدته للموكب الذي يمر في جادة بنسلڤينيا.